# 北捍站
北捍站是一个侯月线上的铁路车站，位于山西省翼城县北捍乡，建于1995年，目前为四等站，邮政编码为043504。目前客运：办理旅客乘降；不办理行李、包裹托运；不办理货运营业。